# Огледало (кратки филм)
„Огледало” је југословенски кратки филм из 1955. године. Режирао га је Анте Бабаја а сценарио је написао Вјекослав Калеб.

## Улоге
| Глумац           | Улога |
| ---------------- | ----- |
| Винко Бајзец     |       |
| Игор Рогуља      |       |
| Мирна Стопић     |       |
| Радован Вучковић |       |